# Lista de palcos na Festa do Avante!

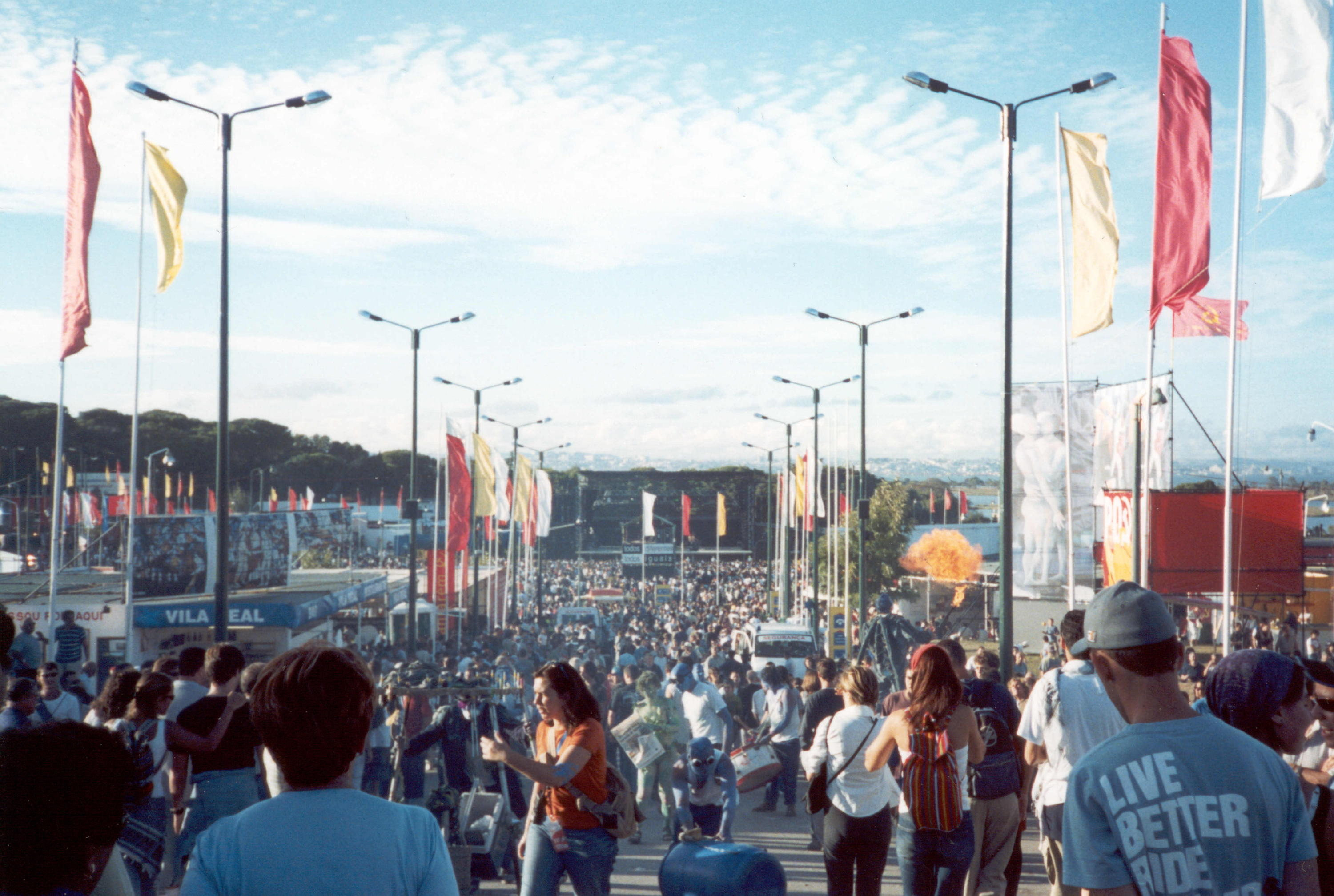
Ao fundo, o Palco 25 de Abril

Na Festa do Avante! existem diversos palcos, auditórios, um teatro, um cinema e espaços para debates. Os palcos podem ser divididos em principais, pertencentes a um pavilhão e regionais. Os palcos principais não estão subordinados a nenhum espaço, enquanto os regionais, como os palcos do Alentejo ou de Lisboa, pertencem a uma região. Os pertencentes a um pavilhão não são especificamente de uma região, como o Palco Novos Valores.

## Palcos principais

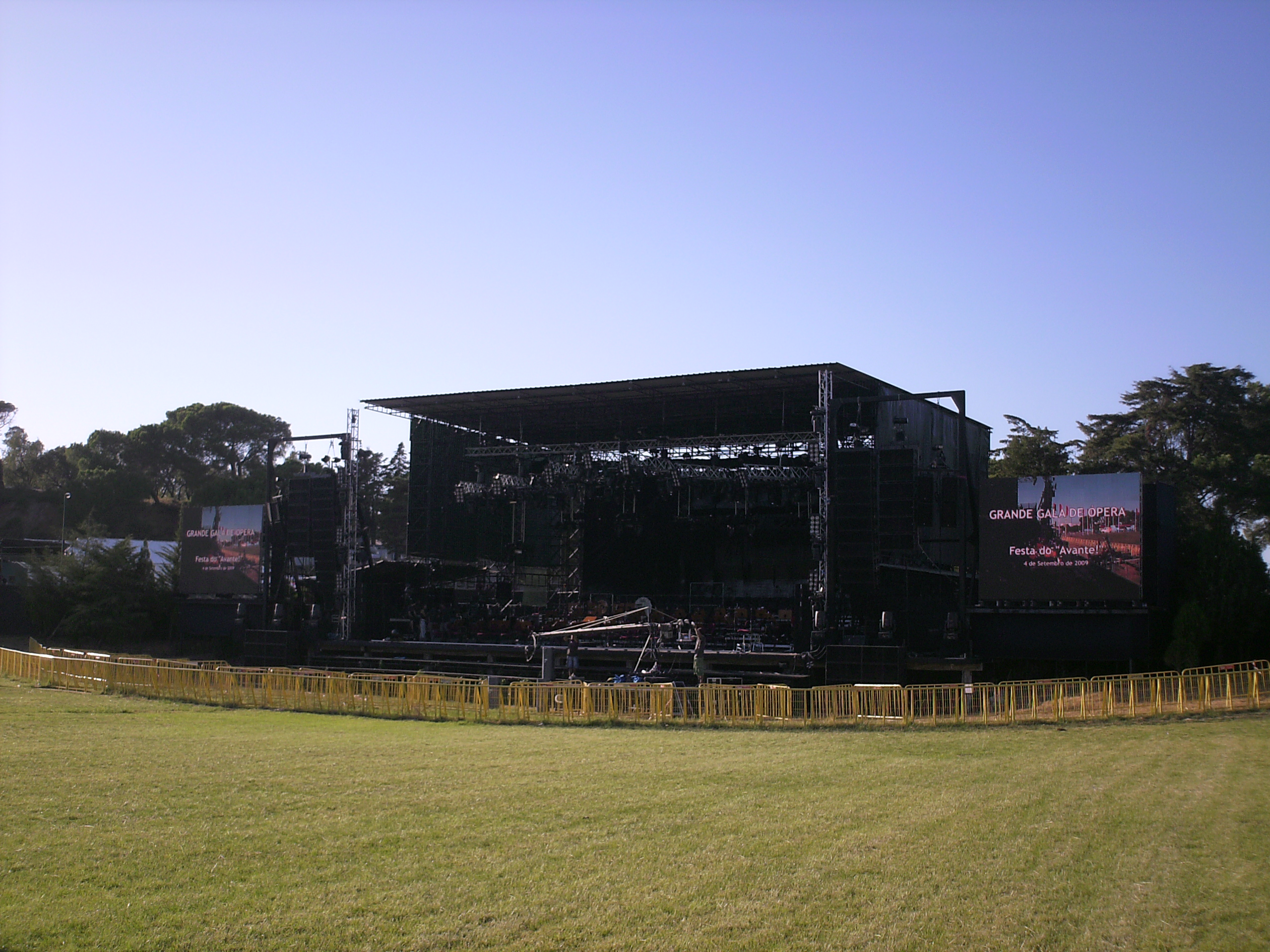
Palco 25 de Abril.

- Palco 25 de Abril - é o palco principal e o que têm maior espaço para a audiência [1] (cerca de 12 mil metros quadrados)
- Palco Arraial - é um palco destinado a grupos corais e ranchos folclóricos regionais e tradicionais [1].

## Pertencentes a pavilhões
- Palco "Espaço Solidariedade" - Palco de debates, músicos e bandas do Mundo, localizado no "Espaço Internacional" [1].
- Palco "Novos Valores" - palco destinado a bandas de garagem e novos músicos, fica localizado na "Cidade da Juventude" [2].
- Palco AGIT (na "Cidade Juventude") - Palco para músicos e para alguns debates.

## Teatros e auditórios
- Avanteatro - o teatro da festa, com diversas peças e bandas, sobretudo de jazz. Também existem peças de exterior [1].
- Auditório 1º de Maio - um auditório com diversas músicas.

## Cinema
CineAvante! - Espaço para a mostra de Cinema no Espaço Central.

## Palcos regionais
- Palco Setúbal [3] -  Palco localizado no Espaço Setúbal onde se fazem espectáculos para crianças, debates e onde há comida por perto.
- Café Concerto de Lisboa [3] e Espaço Fado - Locais situado no Espaço de Lisboa onde há concertos com especial preferência para o fado.
- Espaço Alentejo [3]
- Palco Santarém [3]

## Outros
Para além dos tradicionais palcos, na Festa do Avante! também existem actuações de rua, com bandas filarmónicas e de percussão, como os Tocá Rufar.

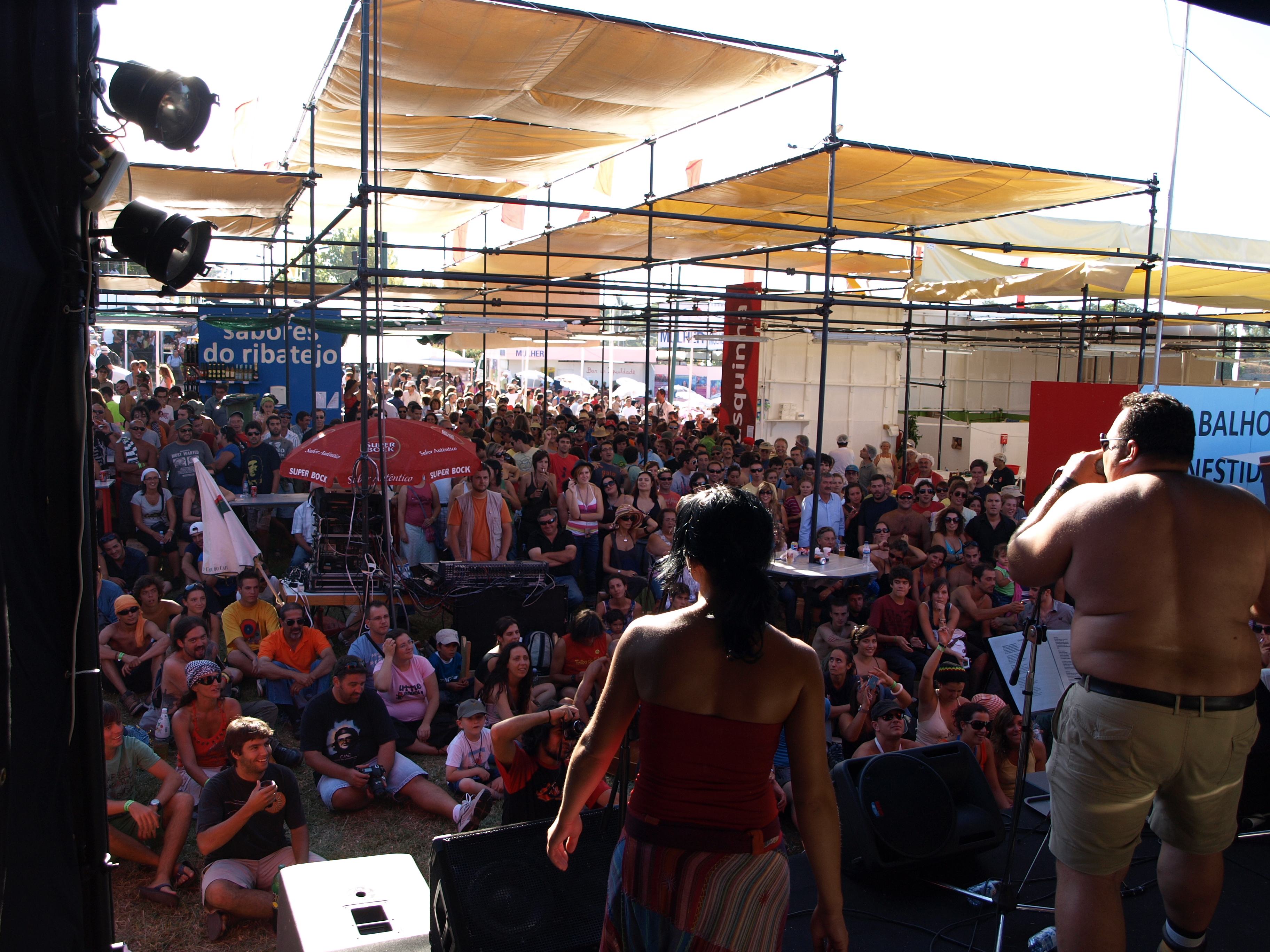
Palco Santarém.